# Tidningen Tro & Politik

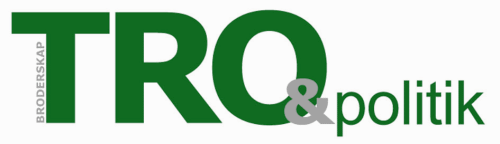
Loggan

Tidningen Tro & Politik grundades 1928 i Örebro, då med namnet Broderskap. Redaktionen har sedan länge sin bas i Stockholm.
Den ges ut av Socialdemokrater för tro och solidaritet (före detta Broderskapsrörelsen och Sveriges Kristna Socialdemokraters Förbund, SKSF), och det var tidningens kolportörer som 1929 startade förbundet. Under sin historia har tidningen till och från varit organisatoriskt fristående från SKSF. Tidningen har getts ut i olika intervall, allt från veckotidning till månadstidning och kommer nu ut med 49 nummer per år med inriktning på kultur, politik och religion.
År 2010 ville rörelsen inkludera fler religioner än kristendom i målgruppen. För att betona det bytte man namn på tidningen, som en kombination av det tidigare namnet Tidningen Broderskap – tro & politik och Tidningen Islam & politik (som gavs ut i ett nummer med en upplaga på 50 000 av Broderskapsrörelsens nätverk för Muslimska Socialdemokrater under ramadan 2010). Tro & Politik är en nyhetstidning för religion, politik och kultur. Ambitionen med tidningen är enligt tidningens hemsida "att utveckla den teologiska och politiska debatten inom såväl kristendom som islam och andra religioner, mellan religioner och mellan troende och icke troende".
Tidningen hade en kris 2007, då den dåvarande chefredaktören hade konfrontationer med facket efter att bland annat vägrat ingå ett kollektivavtal. Tidningen övertogs år 2009 av AiP Media Produktion, som fortsätter ge ut Tro & Politik under eget namn. Tidningen är i huvudsak prenumererad. Upplagan har under 2000-talet sjunkit från sin toppnotering på omkring 10 000 exemplar till omkring 1 600 (år 2009). Tack vare förändrade presstödsregler har den trots detta kunnat uppbära fortsatt presstöd. Sedan 2013 är Lars G Linder chefredaktör och ansvarig utgivare.